# Puchar Europy Mistrzyń Krajowych siatkarek (1966/1967)
Puchar Europy Mistrzyń Krajowych 1967 – 7. sezon Pucharu Europy Mistrzyń Krajowych rozgrywanego od 1960 roku, organizowanego przez Europejską Konfederację Piłki Siatkowej (CEV) w ramach europejskich pucharów dla żeńskich klubowych zespołów siatkarskich "starego kontynentu".

## Drużyny uczestniczące
- Mara la Tore Reggio Emilia
- Dinamo Bukareszt
- SC Dynamo Berlin
- Leixoes Matosinhos
- SC Uni Bazylea
- Hapoel Masarik Haifa
- Lewski Sofia
- Galatasaray SK
- Slávia Bratysława
- Dinamo Moskwa
- Újpest Dózsa
- AZS AWF Warszawa
- CSKA Moskwa

## Rozgrywki

### Runda 1/8
| Data       | Drużyna 1                  | Wynik | Drużyna 2         | Sety                             |
| ---------- | -------------------------- | ----- | ----------------- | -------------------------------- |
|            | Mara la Tore Reggio Emilia | 0:3   | Dinamo Bukareszt  | 3:15, 1:15, 13:15                |
| 30.01.1966 | Mara la Tore Reggio Emilia | 0:3   | Dinamo Bukareszt  | 3:15, 2:15, 8:15 (mecz w Reggio) |
|            |                            |       |                   |                                  |
|            | SC Dynamo Berlin           | :     |                   |                                  |
|            |                            |       |                   |                                  |
| 08.12.1966 | Leixoes Matosinhos         | 0:3   | Uni Bazylea       | 7:15, 10:15, 11:15               |
| 16.12.1966 | Leixoes Matosinhos         | 1:3   | Uni Bazylea       | 15:13, 5:15, 14:16, 4:15         |
|            |                            |       |                   |                                  |
| 11.12.1966 | Hapoel Masarik Haifa       | 0:3   | Lewski Sofia      | 5:15, 4:15, 8:15                 |
| 12.12.1966 | Hapoel Masarik Haifa       | 0:3   | Lewski Sofia      | 5:15, 12:15, 8:15                |
|            |                            |       |                   |                                  |
| 10.12.1966 | Galatasaray Stambuł        | 0:3   | Slávia Bratysława | 6:15, 11:15, 4:15                |
| 17.12.1966 | Galatasaray Stambuł        | 0:3   | Slávia Bratysława | 1:15, 3:15, 0:15                 |
|            |                            |       |                   |                                  |
|            | Dinamo Moskwa              | 3:0   | Újpest Dózsa      |                                  |
|            | Dinamo Moskwa              |       | Újpest Dózsa      |                                  |
|            |                            |       |                   |                                  |
|            | AZS AWF Warszawa           | :     |                   |                                  |

### Ćwierćfinał
| Data       | Drużyna 1         | Wynik | Drużyna 2     | Sety                           |
| ---------- | ----------------- | ----- | ------------- | ------------------------------ |
|            | Dinamo Bukareszt  | 3:1   | CSKA Moskwa   |                                |
|            | Dinamo Bukareszt  | 0:3   | CSKA Moskwa   | 3:15, 3:15, 1:15               |
|            |                   |       |               |                                |
| 28.02.1967 | SC Dynamo Berlin  | 3:0   | Uni Bazylea   | 15:3, 15:4, 15:7               |
| 01.03.1967 | SC Dynamo Berlin  | 3:0   | Uni Bazylea   | 15:7, 15:4, 15:7               |
|            |                   |       |               |                                |
| 28.02.1967 | Slávia Bratysława | 2:3   | Lewski Sofia  | 11:15, 15:4, 8:15, 15:4, 10:15 |
| 28.02.1967 | Slávia Bratysława | 1:3   | Lewski Sofia  | 7:15, 16:14, 11:15, 12:15      |
|            |                   |       |               |                                |
| 17.02.1967 | AZS AWF Warszawa  | 1:3   | Dinamo Moskwa | 12:15, 13:15, 15:7, 4:15       |
| 28.02.1967 | AZS AWF Warszawa  | 0:3   | Dinamo Moskwa | 2:15, 12:15, 7:15              |

### Półfinał
| Data       | Drużyna 1        | Wynik | Drużyna 2     | Sety                                      |
| ---------- | ---------------- | ----- | ------------- | ----------------------------------------- |
| 26.04.1967 | SC Dynamo Berlin | 1:3   | CSKA Moskwa   | 12:15, 16:18, 15:10, 9:15                 |
| 28.04.1967 | SC Dynamo Berlin | 0:3   | CSKA Moskwa   | 14:16, 5:15, 9:15 (oba mecze w Niemczech) |
|            |                  |       |               |                                           |
| 05.04.1967 | Lewski Sofia     | 3:0   | Dinamo Moskwa | 15:8, 15:9, 15:11                         |
| 23.04.1967 | Lewski Sofia     | 0:3   | Dinamo Moskwa | 11:15, 5:15, 6:15                         |

### Finał
| Data | Drużyna 1   | Wynik | Drużyna 2     | Sety |
| ---- | ----------- | ----- | ------------- | ---- |
|      | CSKA Moskwa | 3:0   | Dinamo Moskwa |      |
|      | CSKA Moskwa | 3:0   | Dinamo Moskwa |      |

## Klasyfikacja końcowa
| Miejsce | Drużyna          |
| ------- | ---------------- |
| złoto   | CSKA Moskwa      |
| srebro  | Dinamo Moskwa    |
| 3-4.    | SC Dynamo Berlin |
| 3-4.    | Lewski Sofia     |